# Atletiek op de Olympische Zomerspelen 2012 – kogelstoten vrouwen
Het kogelstoten voor vrouwen op de Olympische Zomerspelen 2012 in Londen vond plaats op maandag 6 augustus 2012 (kwalificaties en finale). Regerend olympisch kampioene was Valerie Vili uit Nieuw-Zeeland, die haar titel prolongeerde nadat zij aanvankelijk genoegen had moeten nemen met de zilver medaille achter de Wit-Russin Nadzeja Astaptsjoek. Astaptsjoek werd echter betrapt op doping en gediskwalificeerd.

## Records
Voorafgaand aan het toernooi waren dit het wereldrecord en het olympisch record.
| Wereldrecord     | Natalja Lisovskaja | 22,63 m | Moskou | 7 juni 1987  |
| Olympisch record | Ilona Slupianek    | 22,41 m | Moskou | 24 juli 1980 |

## Uitslagen
De volgende afkortingen worden gebruikt:
- Q Rechtstreeks gekwalificeerd voor de finale door een worp van minstens 18,9 m
- q Gekwalificeerd voor de finale door bij de beste 12 te eindigen

### Kwalificatieronde
| Rang | Groep | Naam                           | Nationaliteit | Resultaat | Extra |
| ---- | ----- | ------------------------------ | ------------- | --------- | ----- |
| 1    | A     | Nadzeja Astaptsjoek*           | BLR           | 20,76     | Q     |
| 2    | A     | Valerie Adams                  | NZL           | 20,40     | Q     |
| 3    | B     | Jevgenia Kolodko               | RUS           | 19,31     | Q     |
| 4    | A     | Li Ling                        | CHN           | 19,23     | Q     |
| 5    | B     | Gong Lijiao                    | CHN           | 19,11     | Q     |
| 6    | B     | Liu Xiangrong                  | CHN           | 18,96     | Q     |
| 7    | B     | Irina Tarasova                 | RUS           | 18,76     | q     |
| 8    | A     | Michelle Carter                | USA           | 18,63     | q     |
| 9    | A     | Christina Schwanitz            | GER           | 18,62     | q     |
| 10   | B     | Natallia Mikhnevich            | BLR           | 18,60     | q     |
| 11   | B     | Geisa Arcanjo                  | BRA           | 18,47     | q     |
| 12   | B     | Natalia Ducó                   | CHI           | 18,45     | q     |
| 13   | A     | Cleopatra Borel-Brown          | TRI           | 18,36     |       |
| 14   | B     | Nadine Kleinert                | GER           | 18,36     |       |
| 15   | A     | Chiara Rosa                    | ITA           | 18,30     |       |
| 16   | A     | Jillian Camarena-Williams      | USA           | 18,22     |       |
| 17   | B     | Úrsula Ruiz                    | ESP           | 17,99     |       |
| 18   | B     | Janina Karolchyk-Pravalinskaya | BLR           | 17,87     |       |
| 19   | A     | Josephine Terlecki             | GER           | 17,78     |       |
| 20   | B     | Tia Brooks                     | USA           | 17,72     |       |
| 21   | B     | Misleydis González             | CUB           | 17,68     |       |
| 22   | A     | Leila Rajabi                   | IRI           | 17,55     |       |
| 23   | A     | Julie Labonté                  | CAN           | 17,48     |       |
| 24   | A     | Anita Márton                   | HUN           | 17,48     |       |
| 25   | A     | Anna Avdeyeva                  | RUS           | 17,47     |       |
| 26   | B     | Lin Chia-ying                  | TPE           | '17,43    |       |
| 27   | A     | Mailín Vargas                  | CUB           | 16,76     |       |
| 28   | A     | Sandra Lemos                   | COL           | 16,50     |       |
| 29   | B     | Alexandra Fisher               | KAZ           | 16,16     |       |
| 30   | B     | 'Ana Po'uhila                  | TGA           | 15,80     |       |
| 31   | A     | Elena Smolyanova               | UZB           | 14,43     |       |

### Finale
| Rang   | Naam                 | Nationaliteit | #1    | #2    | #3    | #4    | #5    | #6    | Resultaat | Opmerking |
| ------ | -------------------- | ------------- | ----- | ----- | ----- | ----- | ----- | ----- | --------- | --------- |
| Goud   | Valerie Adams        | NZL           | 20,61 | X     | 20,70 | X     | X     | 20,24 | 20,70     |           |
| Zilver | Gong Lijiao          | CHN           | 20,13 | 19,67 | 19,91 | 19,76 | 20,22 | 20,00 | 20,22     | SB        |
| Brons  | Li Ling              | CHN           | 18,87 | 18,77 | 19,28 | X     | 19,63 | 19,58 | 19,63     |           |
| 4      | Michelle Carter      | USA           | 19,05 | 18,83 | 18,92 | 19,42 | 19,12 | 18,88 | 19,42     |           |
| 5      | Liu Xiangrong        | CHN           | 19,18 | 18,88 | 18,74 | X     | 18,47 | 18,77 | 19,18     |           |
| 6      | Geisa Arcanjo        | BRA           | 18,27 | X     | 19,02 | X     | X     | 17,19 | 19,02     | PB        |
| 7      | Irina Tarasova       | RUS           | 19,00 | 18,80 | X     | n/a   | n/a   | n/a   | 19,00     |           |
| 8      | Natalia Ducó         | CHI           | 18,80 | 18,70 | 18,62 | n/a   | n/a   | n/a   | 18,80     | NR        |
| 9      | Christina Schwanitz  | GER           | 18,20 | 18,47 | X     | n/a   | n/a   | n/a   | 18,47     |           |
| 10     | Natallja Michnevitsj | BLR           | 18,42 | X     | 18,27 | n/a   | n/a   | n/a   | 18,42     |           |
| –      | Nadzeja Astaptsjoek  | BLR           | 20,01 | 21,31 | 21,36 | 21,15 | 21,32 | X     | 21,36     | DSQ       |
| –      | Jevgenia Kolodko     | RUS           | 19,45 | 19,52 | X     | X     | X     | 20,48 | 20,48     | DSQ       |

- Astaptjsoek en Kolodko werden na afloop van de Spelen gediskwalificeerd na een positieve dopingtest.[1]